# İncirlik Cumhuriyet
İncirlik Cumhuriyet est un quartier du district de Yüreğir dans la province d'Adana en Turquie. İncirlik signifie « La figueraie ».
La population était de 16 142 habitants en 2000.
À proximité se trouve une base aérienne militaire de l'OTAN, l'Incirlik Air Base.